# Die Bremer Stadtmusikanten (2009)
Die Bremer Stadtmusikanten ist ein deutscher Märchenfilm aus dem Jahr 2009 aus der Reihe Sechs auf einen Streich. Der Film basiert auf Grimms Märchen Die Bremer Stadtmusikanten.

## Handlung
Bauer Georg, seine zweite Frau Martha und seine Tochter Lissi leben auf einem kleinen Hof. Knecht Johann, der ebenfalls auf dem Hof wohnt, ist in Lissi verliebt, was aber sonst niemand weiß. Ebenfalls auf dem Hof leben der altersschwache Esel, der blinde Hund, die müde Katze und der eitle, alte Hahn.
Als Georg eines Tages Lissi mit dem Bauern Hans Sittler verheiraten will, um an dessen Felder zu kommen, eröffnet Lissi ihrem Vater und ihrer Stiefmutter, dass sie Johann liebt. Daraufhin plant die Stiefmutter, den Knecht ihrem Cousin Adam in Bremen zu verkaufen, der für mindestens ein Jahr auf See hinausfährt. Da die vier Tiere so alt sind, will die Stiefmutter diese zu Suppe und Wurst verarbeiten.
Während die Stiefmutter Lissi auf dem Dachboden einsperrt und Johann zwingt, zur See zu gehen, beschließen die Tiere, nach Bremen zu wandern und dort Stadtmusikanten zu werden, weil sie von ihrem eigenen Schicksal wissen.
Lissi flieht, um sich auf die Suche nach Johann zu machen. Dieser wird auf seinem Weg nach Bremen von Räubern aufgegriffen und von diesen gezwungen, für sie zu arbeiten.
Auf ihrem Weg nach Bremen trifft Lissi auf die Tiere. Sie und die Tiere setzen gemeinsam ihren Weg fort. Sie ahnen nicht, dass sie vom Bauern und seiner Frau verfolgt werden sowie vom Abdecker, der den Esel zu Wurst verarbeiten sollte. Der Abdecker trifft die Fliehenden und versucht, den Esel zu entführen. Er wird aber von Lissi und den Tieren in die Flucht geschlagen.
Lissi und die Tiere stoßen auf ihrem Weg auf das Haus der Räuber. Den Tieren gelingt es, mit ihrem fürchterlichen Gesang die Räuber in die Flucht zu schlagen. Lissi kann auch Johann befreien, den die Räuber gefesselt haben, weil er versucht hat zu fliehen.
Währenddessen werden der Bauer und seine Frau von den gleichen Räubern verschleppt und gezwungen, im Räuberhaus nach dem Rechten zu sehen. Dort werden sie von den Tieren für die Räuber gehalten und verjagt.
Während Lissi und Johann mit dem Gold der Räuber heiraten können, heiratet Hans Sittler die reiche Bauerntochter Suse. Die Tiere fangen an, singen zu üben und begeistern auf der Hochzeit, die in Bremen stattfindet, die Gäste mit einem Lied, das ihre Geschichte erzählt.

## Hintergrund

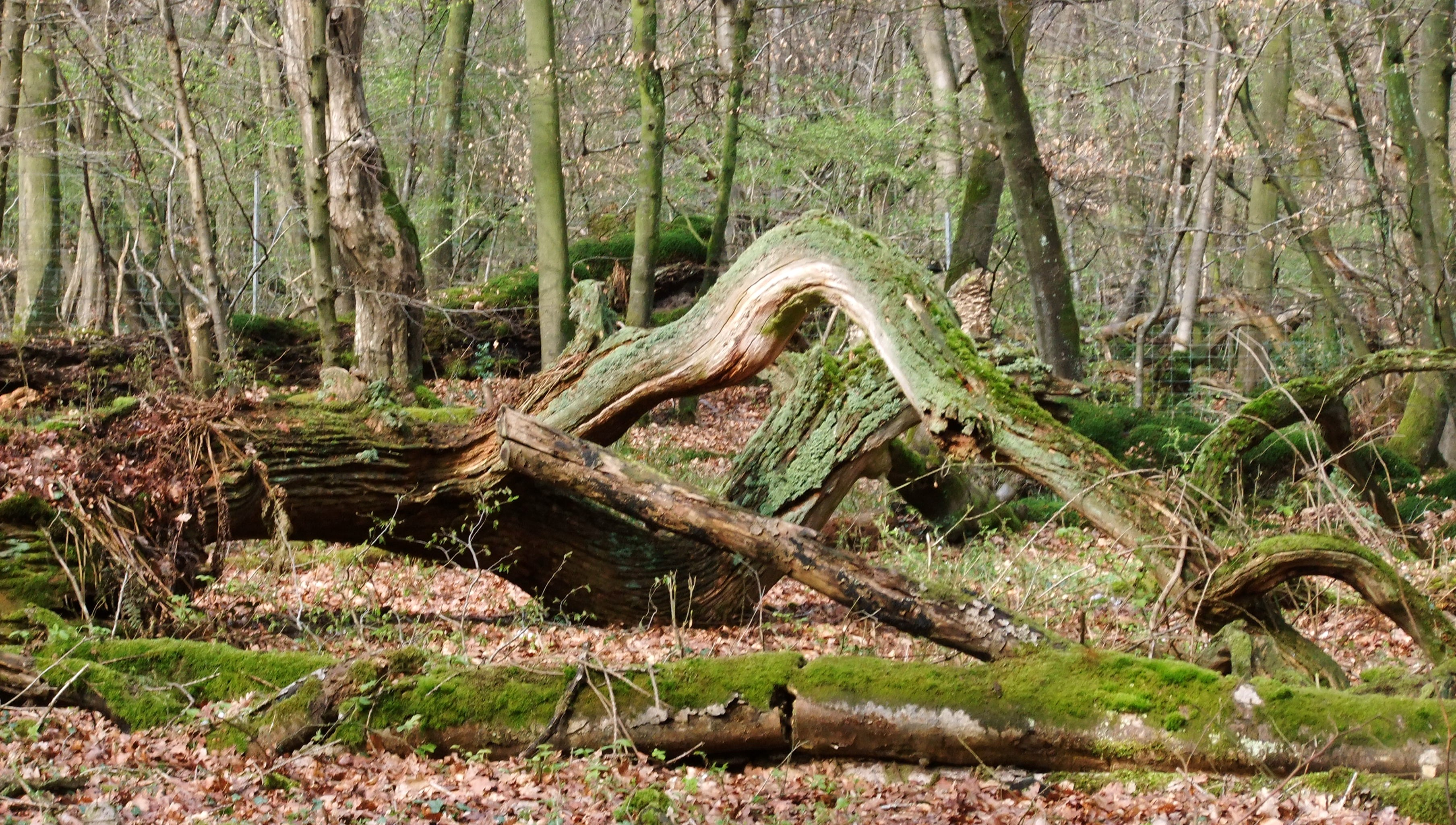
Urwald Hasbruch – Drehort der Waldszenen

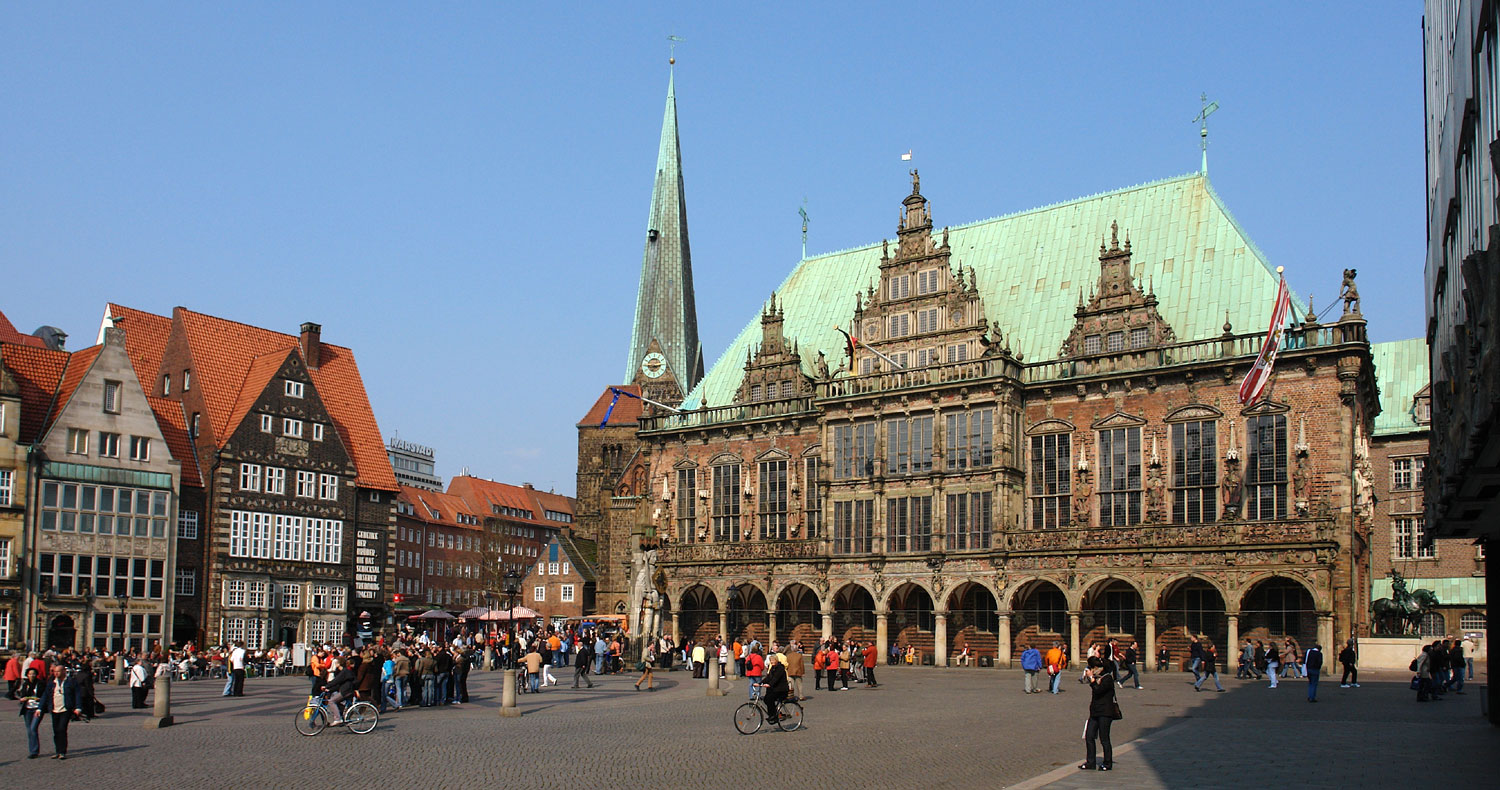
Bremer Marktplatz

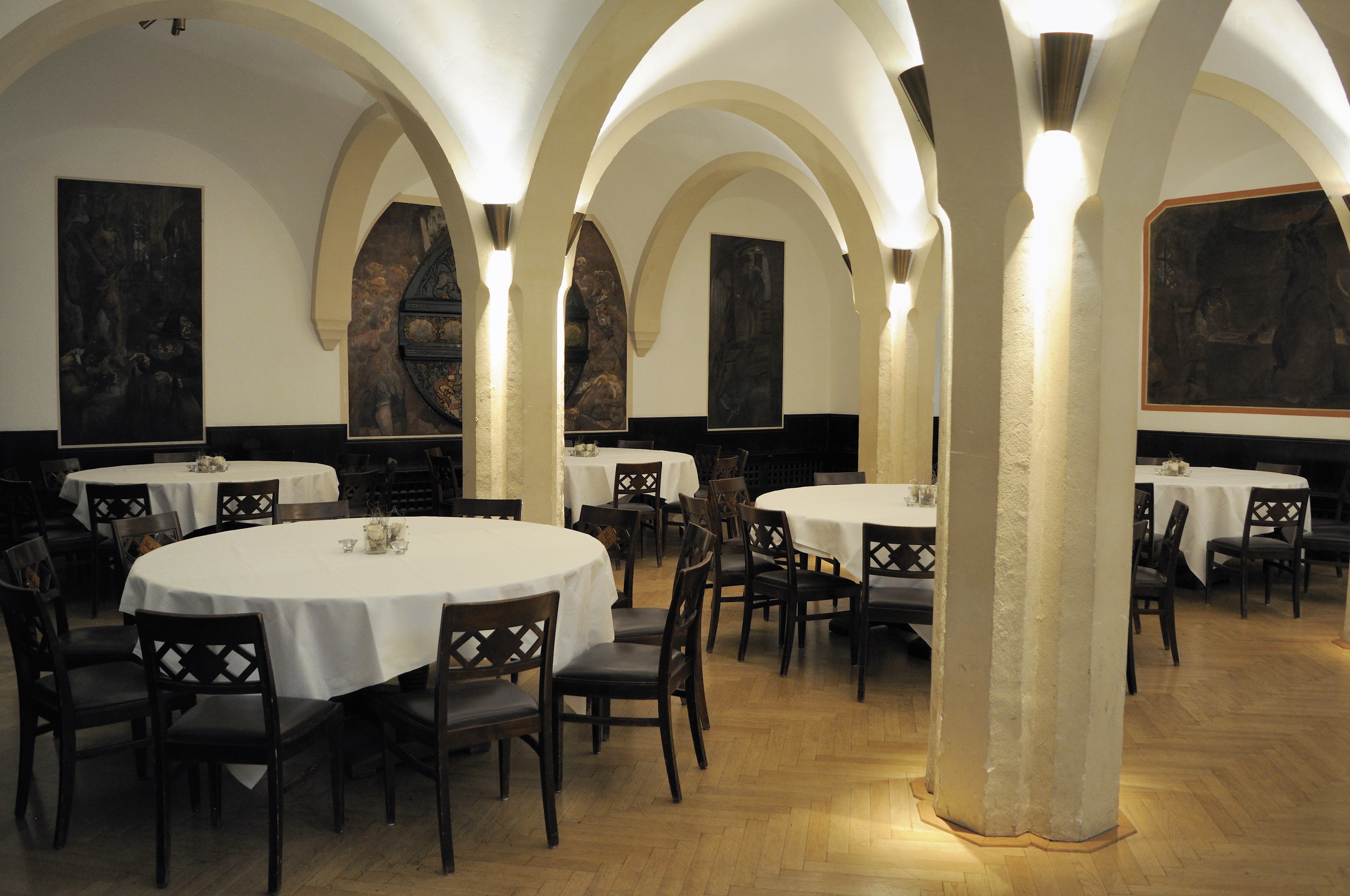
Bremer Ratskeller – Drehort für das Happy End

Die Dreharbeiten fanden im Juni und im Juli 2009 auf einem Hof in Bockelskamp (Landkreis Celle), im Urwald Hasbruch bei Delmenhorst, auf dem Marktplatz und dem Ratskeller in Bremen statt.
Der Film wurde Ende 2009 auf DVD veröffentlicht. Die Erstausstrahlung erfolgte am 2. Januar 2010 in der ARD.

## Unterschiede zum Märchen
Das Märchen der Brüder Grimm wurde an einigen Stellen erheblich verändert:
- Im Märchen kennen sich die Tiere gar nicht. Der Esel flieht, weil ihm der Tod droht, und findet die anderen Tiere mit gleichem Schicksal einzeln nacheinander und überredet sie, mit ihm zu ziehen.
- Im Märchen gibt es nur die Geschichte der Tiere. In dieser Verfilmung ergänzte man noch eine Liebesgeschichte unter Menschen.
- Stiefmutter Martha und Bauer Georg müssen im Film das Haus der Räuber durchsuchen. Im Märchen ist es einer der Räuber.
- Im Märchen beschließen die vier Tiere, in der Räuberhütte zu bleiben. Im Film kommen sie am Ende nach Bremen.

## Kritiken
„Detailfreudig ausgestattete, solide gespielte Variation des bekannten Märchens, recht amüsant durch die prominenten Sprecher der Tiere (Peter Striebeck, Bastian Pastewka, Harald Schmidt, Hannelore Elsner).“